# Ronde van Italië voor vrouwen 2018
De Ronde van Italië voor vrouwen 2018 (Italiaans: Giro Rosa 2018) werd verreden van vrijdag 6 juli tot en met zondag 15 juli in Italië. Het was de 29e editie van de rittenkoers, die deel uitmaakte van de UCI Women's World Tour 2018. De ronde telde tien etappes, inclusief één ploegentijdrit en één klimtijdrit. De Nederlandse titelverdedigster Anna van der Breggen van de ploeg Boels Dolmans nam niet deel.

## Koersverloop

### Vlakke eerste helft
De ploegentijdrit in Verbania langs het Lago Maggiore werd gewonnen door Team Sunweb (één seconde voor Mitchelton-Scott en twaalf seconde voor Boels Dolmans), waarbij Ellen van Dijk als eerste over de streep kwam en dus de eerste roze trui mocht ontvangen. Tijdens de ploegentijdrit kwam Maaike Boogaard echter ten val; zij startte wel in de tweede etappe maar moest tijdens de rit alsnog opgeven. Ook in de tweede etappe was er Nederlands succes: nadat de twee vluchters van de dag (Alice Maria Arzuffi en Sheyla Gutiérrez) in de laatste kilometer waren ingelopen, won Kirsten Wild de massasprint in Ovada voor Giorgia Bronzini en Marianne Vos. De roze leiderstrui bleef ook in Nederlandse handen: Lucinda Brand en Leah Kirchmann pakten beide onderweg drie boni-seconden, maar omdat Brand in de etappeuitslag hoger eindigde, nam zij de trui over van Van Dijk. De derde etappe over acht rondes van 16,5 kilometer in en rond Corbetta werd gewonnen door de Belgische Jolien D'Hoore; zij bleef Wild en Alexis Ryan voor. De trui wisselde van schouders, maar bleef binnen Team Sunweb: de Canadese Kirchmann werd de nieuwe leidster. Ook de vierde etappe eindigde in een massasprint die wederom gewonnen werd door D'Hoore. Op de enige klim van de dag pakte Elisa Longo Borghini de meeste punten en pakte de bergtrui over van Gutiérrez. De rit werd echter ontsierd door een massale valpartij met als grootste slachtoffers de Australische Rachel Neylan (die met de ambulance werd afgevoerd naar het ziekenhuis) en de Wit-Russisch kampioene Alena Amialiusik; zij reed de rit wel uit, maar moest erna opgeven met een gebroken schouder. O.a. Vos, Wild en Bronzini werden opgehouden door de val, maar konden in de finale weer vooraan aansluiten. De Italiaanse brak op drie kilometer voor de finish een spaak en kon alsnog niet meesprinten in haar geboortestad Piacenza. In de vijfde etappe rond het Lago d'Orta wist een kopgroep van drie rensters vooruit te blijven: Ruth Winder versloeg Tayler Wiles en Alice Maria Arzuffi in Omegna. Ruim een minuut later won Vos de sprint van het peloton. Winder nam tevens de roze trui over van Kirchmann en werd zo de vierde renster van Sunweb die de leiderstrui mocht dragen.

### Zware tweede helft
In de zesde etappe sloeg Amanda Spratt een dubbelslag; zij demarreerde op de slotklim naar Gerola Alta, vier kilometer voor de finish, uit een groep met favorieten, waaruit leidster Winder al vroeg moest lossen en waardoor Spratt de roze trui van haar overnam. Een halve minuut achter haar finishte Van Vleuten als tweede, voor Ashleigh Moolman-Pasio, Megan Guarnier, Lucinda Brand en Sabrina Stultiens. De zevende etappe werd voor de derde keer op rij een dubbelslag en tevens de vierde ritoverwinning voor Mitchelton-Scott: wereldkampioene tijdrijden Van Vleuten versloeg Moolman-Pasio met bijna twee en een halve minuut in de klimtijdrit naar het stuwmeer Diga di Campo Moro. Leidster Spratt verloor bijna drie en een halve minuut en moest de roze trui afstaan aan ploeggenote Vleuty. De Nederlandse Brand en Stultiens behielden hun vierde resp. tiende plek in het klassement. De achtste etappe eindigde na een korte klim en afdaling in Breganze, ten noorden van Vicenza. Op de klim trok Longo Borghini door, ze kwam als eerste boven met Vos in haar wiel en in de afdaling kon Brand aansluiten bij de twee. Ondanks achtervolgingswerk van Cervélo-Bigla en Mitchelton-Scott bleef het trio vooruit en Vos sprintte naar de overwinning: haar 21e zege in de Giro Rosa. Op 23 seconden won Bronzini de sprint van de uitgedunde groep. Van Vleuten bleef stevig in het roze, maar Brand schoof op van plek vier naar twee en Vos nam de puntentrui over van Wild. Vos en Wild gingen echter beide niet van start in de koninginnenrit naar de Monte Zoncolan. De Zoncolan werd één keer eerder beklommen in de Giro Rosa (de eerste keer dat de klim in koers werd bedwongen, echter niet helemaal tot aan de top): in 1997 won de Italiaanse Fabiana Luperini. De drie vluchters van de dag (Silvia Valsecchi, Sara Penton en Olena Pavlukhina) werden nog voor de slotklim ingerekend. In het peloton stond de deur achter helemaal open, tot halverwege de klim Moolman een aanval plaatste; enkel Van Vleuten kon haar volgen. De roze truidraagster viel vervolgens zelf aan op twee kilometer voor de top en, net als Chris Froome twee maanden eerder in de Giro voor mannen, kwam ze solo over de streep. Mede door het afstappen van Vos en Wild, veroverde Vleuty tevens de puntentrui. Moolman finishte op 40 seconde en op bijna drie minuten won Spratt de sprint om de derde plaats van Spaans kampioene Eider Merino. Brand finishte vlak achter Megan Guarnier als zesde na vier minuten en verloor daardoor haar podiumplek in het klassement. Ook Sabrina Stultiens zakte een plek en viel net buiten de top tien. In de slotrit van en naar Cividale del Friuli reed lang een kopgroep van dertien rensters voorop, met diverse Nederlanders onder wie wereldkampioene Blaak, maar zij werden gegrepen in het begin van de slotklim San Leonardo. Moolman probeerde nog een laatste keer aan te vallen, maar Van Vleuten zat direct in haar wiel, gevolgd door alle andere klassementsrensters. Hierna ging de roze trui er zelf vandoor en na de afdaling won ze solo haar derde etappe van deze Giro. Op bijna een halve minuut won Brand de sprint van de achtervolgsters, maar in het klassement bleef ze steken op de vierde plek. Stultiens, de derde Nederlandse, zakte zelfs nog een plaats van elf naar twaalf.

### Na afloop
Van Vleuten won op haar 35e haar eerste Giro Rosa, als derde Nederlandse, na Marianne Vos (drie keer) en Anna van der Breggen (twee keer). Naast het eindklassement en drie etappes, won ze ook de puntentrui. Haar ploeggenote Amanda Spratt won de bergtrui en Team Sunweb won het ploegenklassement. Spratt en Van Vleuten klommen in de Women's World Tour naar plek twee en drie, vlak onder Van der Breggen. Twee dagen na de Giro namen de drie rensters deel aan La Course. Ook deze werd gewonnen door Van Vleuten, nipt voor Van der Breggen, die samen met Katie Hall (zevende) de enige rensters in de top tien waren die niet de Giro Rosa hadden gereden.

## Ploegen

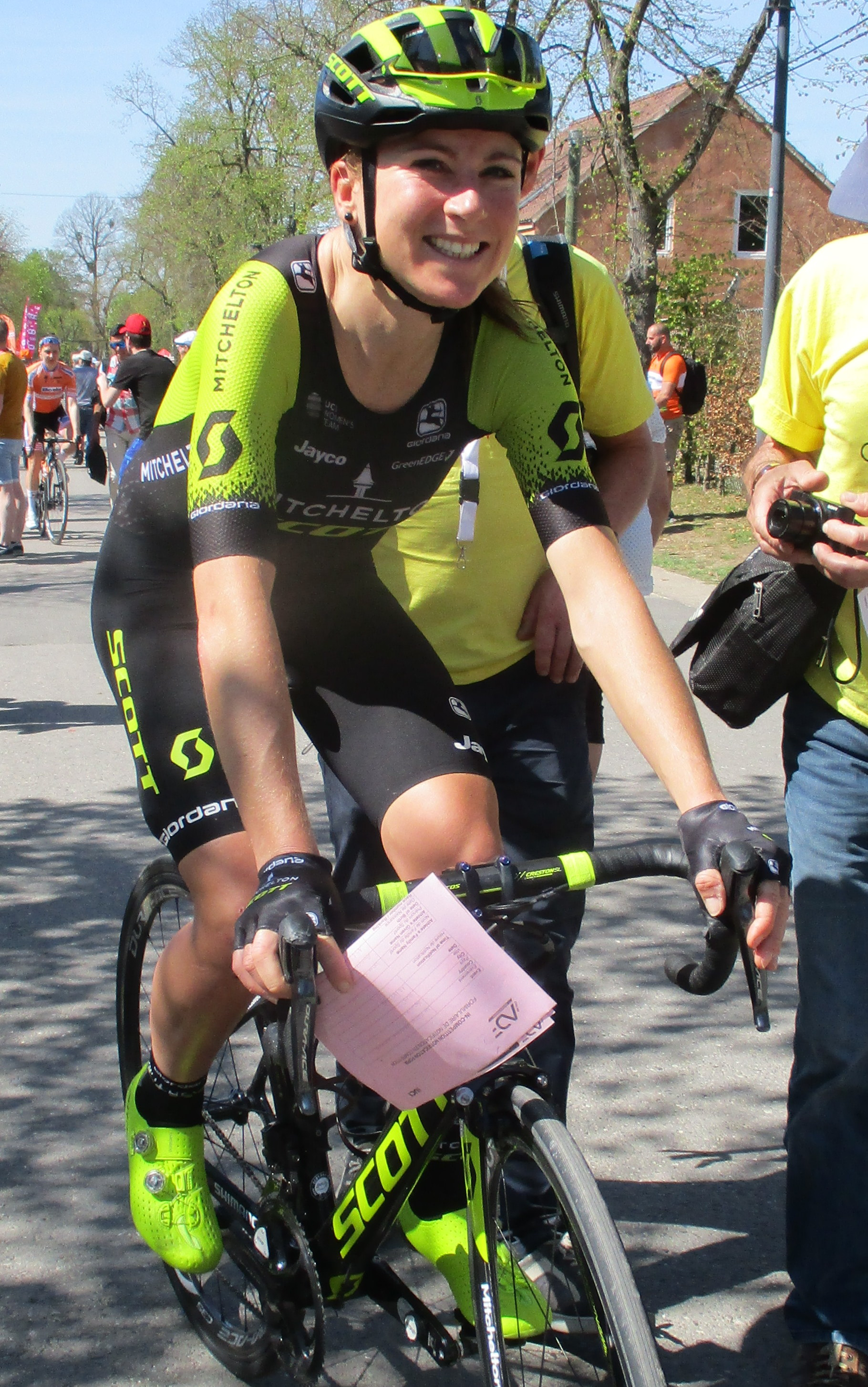
Topfavoriete Annemiek van Vleuten

Op de persconferentie van 26 maart werden de 24 ploegen bekendgemaakt die zullen deelnemen. De beste 15 ploegen kregen automatisch een uitnodiging. Hierbij zaten ook de drie Nederlandse ploegen Boels Dolmans, Team Sunweb en Waowdeals Pro Cycling. In totaal namen er negen Italiaanse ploegen deel en geen enkele Belgische ploeg. Aanvankelijk was ook het Noorse Hitec Products aangekondigd, maar zij moesten vanwege financiële problemen afzeggen. Als gevolg hiervan stapte oud-wereldkampioene Tatiana Guderzo één week voor de Giro Rosa over van Hitec naar het Italiaanse BePink, waardoor ze alsnog haar twaalfde Giro kon rijden.

### Nederlanders en Belgen
In totaal deden er 20 Nederlandse rensters mee: wereldkampioene Chantal Blaak en Amy Pieters (Boels Dolmans), wereldkampioene tijdrijden Annemiek van Vleuten (Mitchelton-Scott), Europees kampioene Marianne Vos, Sabrina Stultiens, Riejanne Markus, Anouska Koster, Pauliena Rooijakkers en Jeanne Korevaar (Waowdeals), Ellen van Dijk, Lucinda Brand en Julia Soek (Sunweb), Moniek Tenniglo en Rozanne Slik (FDJ), Roxane Knetemann (Alé Cipollini), Kirsten Wild (Wiggle High5), Eva Buurman (Trek Drops), Maaike Boogaard (BTC City Ljubljana), Claudia Koster (Virtu) en na het Nederlands kampioenschap werd bekend dat Nicole Steigenga per direct overstapte naar BePink (net als Guderzo) en met dit team deelnam aan de Giro Rosa. De enige vier Belgische deelnemers waren: Jolien D'Hoore (Mitchelton-Scott), Ann-Sophie Duyck (Cervélo-Bigla), Anisha Vekemans (Alé Cipollini) en Suzanne Verhoeven (Eurotarget-Bianchi).

### Favorieten
Door de afwezigheid van Anna van der Breggen was de topfavoriete de Nederlandse Annemiek van Vleuten (Mitchelton-Scott) die het jaar ervoor als derde eindigde. Ook de nummer twee van 2017 was wederom een van de favorieten: de Italiaanse Elisa Longo Borghini (Wiggle High5), die niet ver van het Lago Maggiore woont, waar de eerste etappes werden verreden. Andere favorieten voor de eindzege waren de Australische ploeggenote van Van Vleuten Amanda Spratt, de Poolse Katarzyna Niewiadoma (Canyon-SRAM), de Zuid-Afrikaanse Ashleigh Moolman-Pasio en de Deense Cecilie Uttrup Ludwig (Cervélo-Bigla) en de winnares van 2016, de Amerikaanse Megan Guarnier van Boels-Dolmans. Als outsiders golden de Australische Shara Gillow en de Limburgse Sabrina Stultiens. Haar ploeggenote Marianne Vos gold als een favoriete voor ritzeges, naast de Italiaanse Giorgia Bronzini en Marta Bastianelli, haar Australische ploeggenote Chloe Hosking, de Belgische Jolien D'Hoore en de Nederlandse Kirsten Wild.
| Nrs.    | Code | Ploeg                            |
| ------- | ---- | -------------------------------- |
| 1-7     | DLT  | Boels Dolmans                    |
| 11-17   | ALE  | Alé Cipollini                    |
| 21-27   | VAI  | Aromitalia Vaiano                |
| 31-37   | ASA  | Astana Women's Team              |
| 41-47   | BPK  | BePink                           |
| 51-57   | BDM  | Bizkaia-Durango                  |
| 61-67   | BTC  | BTC City Ljubljana               |
| 71-77   | CSR  | Canyon-SRAM                      |
| 81-87   | CBT  | Cervélo-Bigla                    |
| 91-97   | CZF  | Conceria Zabri-Fanini-Guerciotti |
| 101-107 | CPC  | Cylance Pro Cycling              |
| 111-117 | SBT  | Eurotarget-Bianchi-Vitasana      |

| Nrs.    | Code | Ploeg                              |
| ------- | ---- | ---------------------------------- |
| 121-127 | FDJ  | FDJ Nouvelle-Aquitaine Futuroscope |
| 131-137 | MOV  | Movistar Team                      |
| 141-147 | MTS  | Mitchelton-Scott                   |
| 151-157 | MIC  | S.C. Michela Fanini                |
| 161-167 | SER  | Servetto Giusta                    |
| 171-177 | SUN  | Team Sunweb                        |
| 181-187 | TVC  | Team Virtu                         |
| 191-197 | TOP  | Top Girls Fassa Bortolo            |
| 201-207 | DRP  | Trek-Drops                         |
| 211-217 | VAL  | Valcar PBM                         |
| 221-227 | WAD  | Waowdeals Pro Cycling              |
| 231-237 | WHT  | Wiggle High5                       |

## Etappe-overzicht
Op 16 december 2017 maakte de organisatie bekend dat in 2018 (net als in 2017) de ronde start met een ploegentijdrit, deze keer vanuit Verbania langs het Lago Maggiore op vrijdag 6 juli. Ook werd bekend dat de voorlaatste etappe start in Tricesimo en eindigt op de Monte Zoncolan en de slotrit eindigt met een klim in Cividale del Friuli nabij de Sloveense grens. Op 26 maart presenteerde de organisatie de overige zeven etappes en de nieuwe truien; de roze trui werd gedragen door Claudia Cretti, die tijdens de Giro Rosa van 2017 zwaar ten val kwam en lange tijd in coma werd gehouden, zij werd tijdens de presentatie tevens uitgeroepen tot morele winnares van die Giro. De zesde etappe kent een bergop finish naar Gerola Alta en de zevende etappe is een klimtijdrit van 15 km van Lanzada naar Campo Moro. Alle tien etappes worden verreden in het noorden van Italië.
| #   | datum   | start                  | finish              | profiel             | afstand  | winnaar              | klassementsleider    |
| --- | ------- | ---------------------- | ------------------- | ------------------- | -------- | -------------------- | -------------------- |
| 1e  | 6 juli  | Verbania               | Verbania            | Ploegentijdrit      | 15,5 km  | Team Sunweb          | Ellen van Dijk       |
| 2e  | 7 juli  | Ovada                  | Ovada               | Heuvelrit           | 120,4 km | Kirsten Wild         | Lucinda Brand        |
| 3e  | 8 juli  | Corbetta               | Corbetta            | Vlakke rit          | 132 km   | Jolien D'Hoore       | Leah Kirchmann       |
| 4e  | 9 juli  | Piacenza               | Piacenza            | Vlakke rit          | 109 km   | Jolien D'Hoore       | Leah Kirchmann       |
| 5e  | 10 juli | Omegna                 | Omegna              | Heuvelrit           | 117,7 km | Ruth Winder          | Ruth Winder          |
| 6e  | 11 juli | Sovico                 | Gerola Alta         | Bergrit             | 114,1 km | Amanda Spratt        | Amanda Spratt        |
| 7e  | 12 juli | Lanzada                | Campo Moro          | Individuele tijdrit | 15 km    | Annemiek van Vleuten | Annemiek van Vleuten |
| 8e  | 13 juli | San Giorgio di Perlena | Breganze            | Vlakke rit          | 121,6 km | Marianne Vos         | Annemiek van Vleuten |
| 9e  | 14 juli | Tricesimo              | Monte Zoncolan      | Bergrit             | 104,7 km | Annemiek van Vleuten | Annemiek van Vleuten |
| 10e | 15 juli | Cividale del Friuli    | Cividale del Friuli | Heuvelrit           | 120,3 km | Annemiek van Vleuten | Annemiek van Vleuten |

## Etappe-uitslagen

### 1e etappe (TTT)

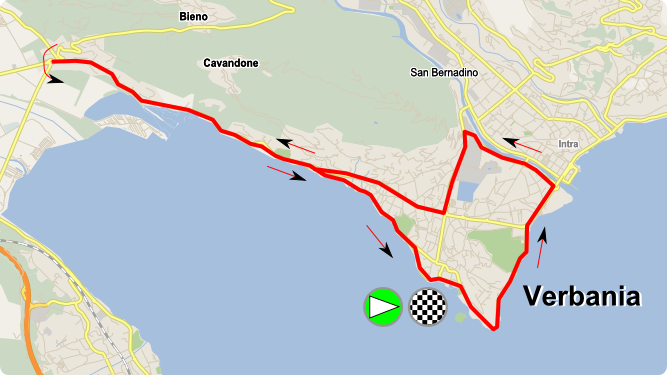
1e etappe, TTT

| Vrijdag 6 juli: Verbania - Verbania (15,5 km) |                  |       |        |
| Plaats                                        | Naam             | Ploeg | Tijd   |
| Winnaar                                       | Team Sunweb      |       | 18'25" |
| 2                                             | Mitchelton-Scott |       | + 1"   |
| 3                                             | Boels Dolmans    |       | + 12"  |
| 4                                             | Cervélo-Bigla    |       | + 22"  |
| 5                                             | Canyon-SRAM      |       | + 26"  |

### 2e etappe

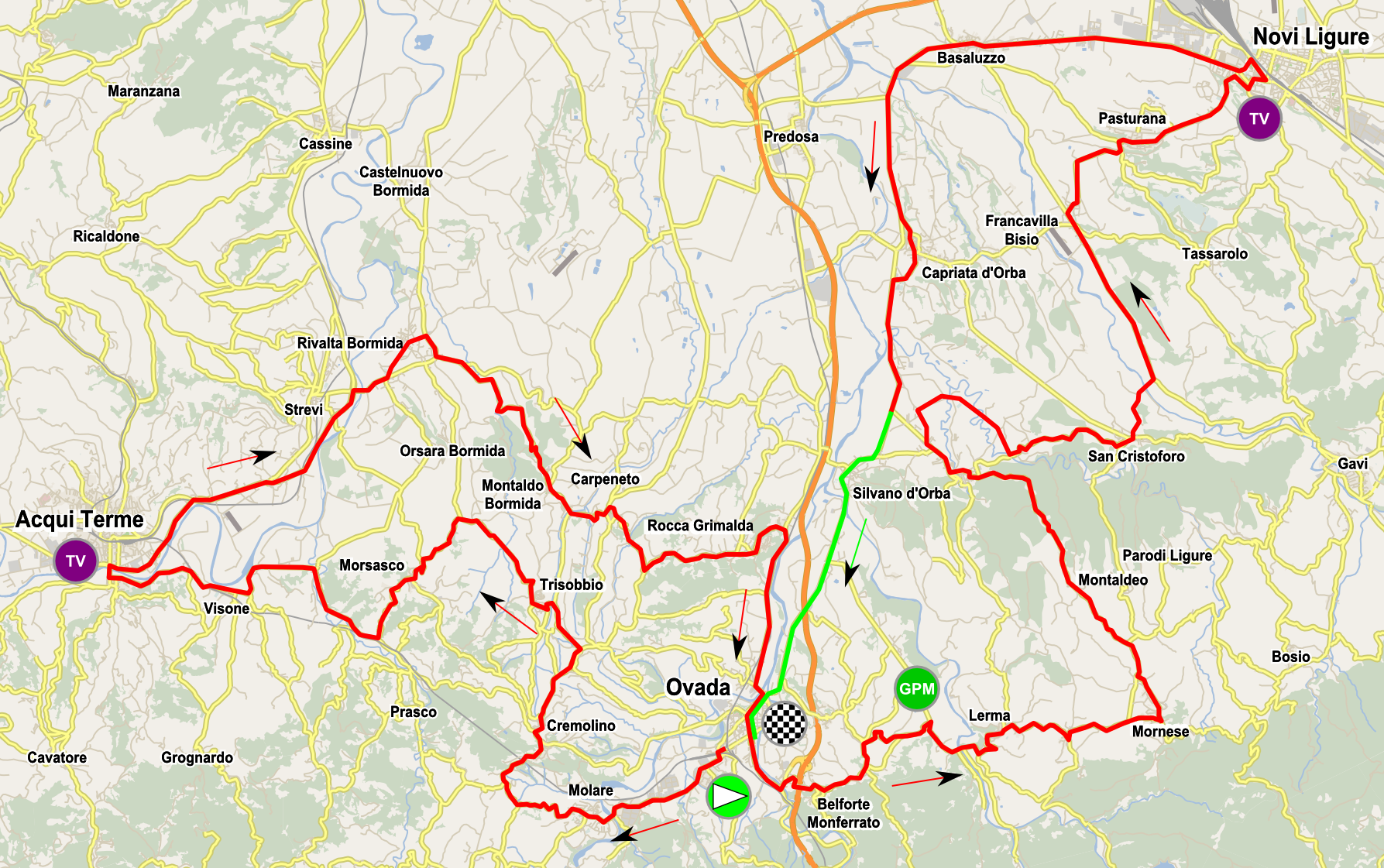
2e etappe

| Zaterdag 7 juli: Ovada - Ovada (120,4 km) |                   |               |          |
| Plaats                                    | Naam              | Ploeg         | Tijd     |
| Winnaar                                   | Kirsten Wild      | Wiggle High5  | 3u22'00" |
| 2                                         | Giorgia Bronzini  | Cylance       | z.t.     |
| 3                                         | Marianne Vos      | Waowdeals     | z.t.     |
| 4                                         | Marta Bastianelli | Alé Cipollini | z.t.     |
| 5                                         | Amy Pieters       | Boels Dolmans | z.t.     |

### 3e etappe

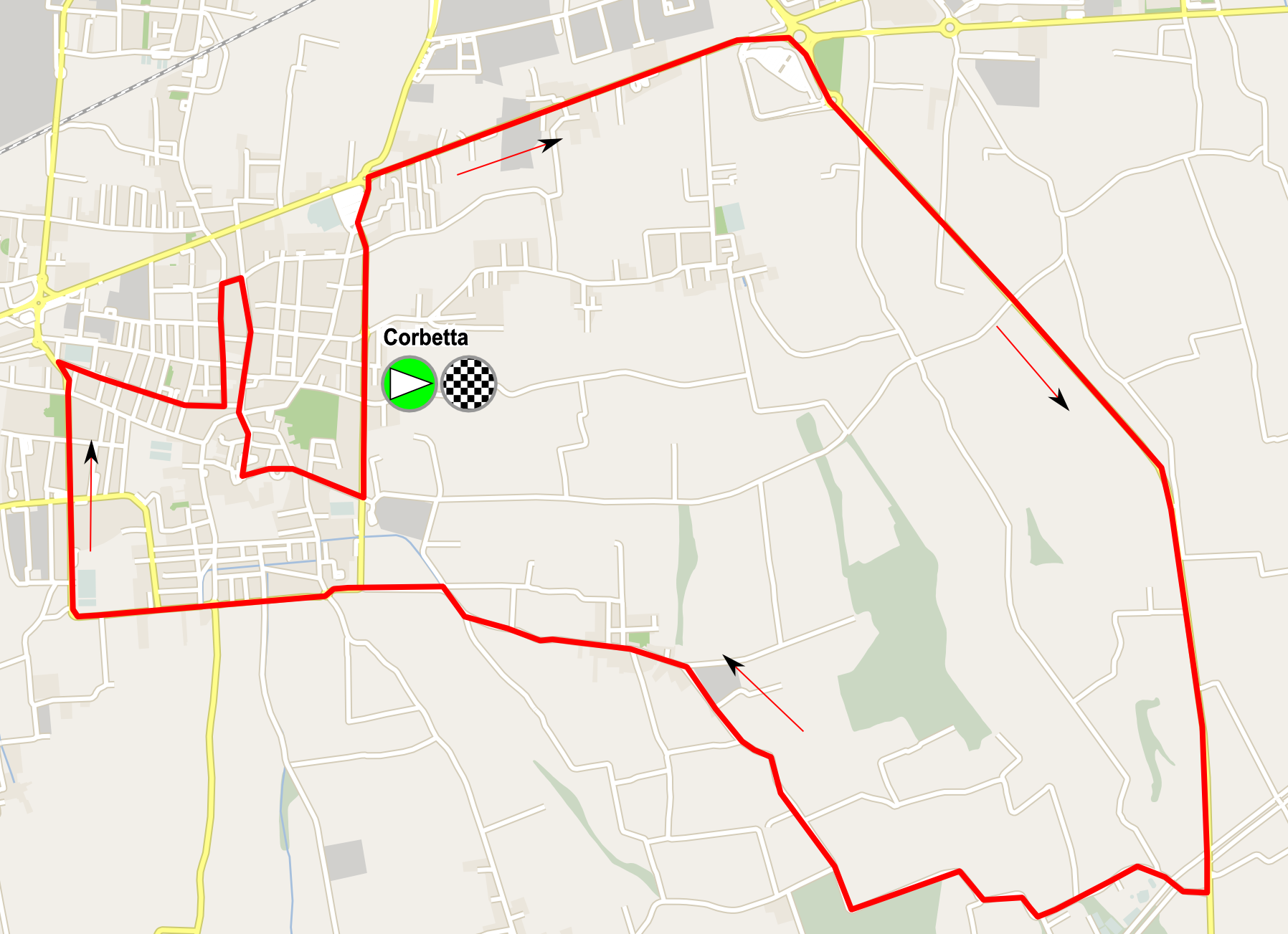
3e etappe

| Zondag 8 juli: Corbetta - Corbetta (132 km) |                  |                     |          |
| Plaats                                      | Naam             | Ploeg               | Tijd     |
| Winnaar                                     | Jolien D'Hoore   | Mitchelton-Scott    | 3u15'47" |
| 2                                           | Kirsten Wild     | Wiggle High5        | z.t.     |
| 3                                           | Alexis Ryan      | Canyon-SRAM         | z.t.     |
| 4                                           | Leah Kirchmann   | Team Sunweb         | z.t.     |
| 5                                           | Giorgia Bronzini | Cylance Pro Cycling | z.t.     |

### 4e etappe

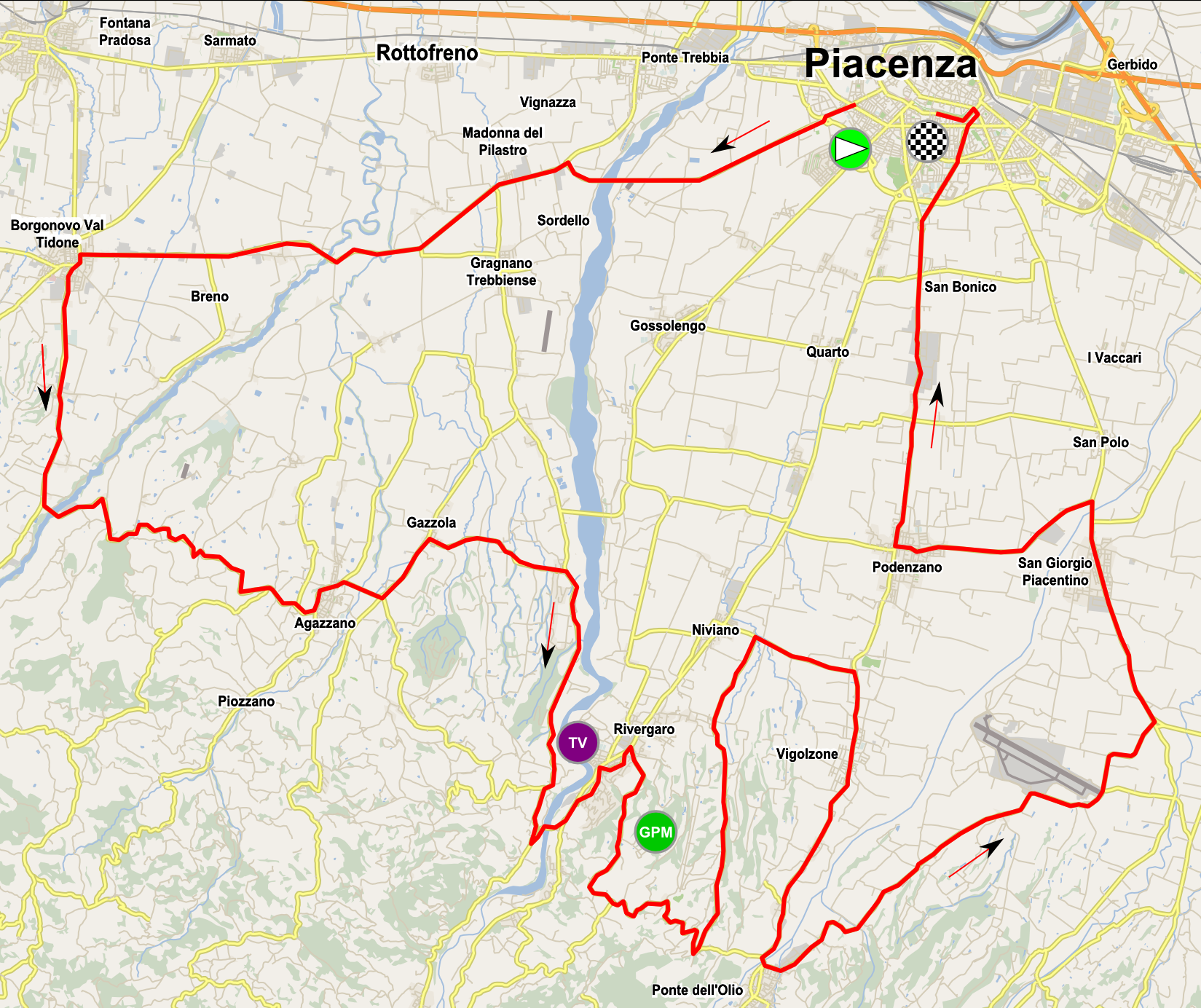
4e etappe

| Maandag 9 juli: Piacenza - Piacenza (109 km) |                   |                  |          |
| Plaats                                       | Naam              | Ploeg            | Tijd     |
| Winnaar                                      | Jolien D'Hoore    | Mitchelton-Scott | 2u42'25" |
| 2                                            | Marta Bastianelli | Alé Cipollini    | z.t.     |
| 3                                            | Lotta Lepistö     | Cervélo-Bigla    | z.t.     |
| 4                                            | Barbara Guarischi | Team Virtu       | z.t.     |
| 5                                            | Leah Kirchmann    | Team Sunweb      | z.t.     |

### 5e etappe

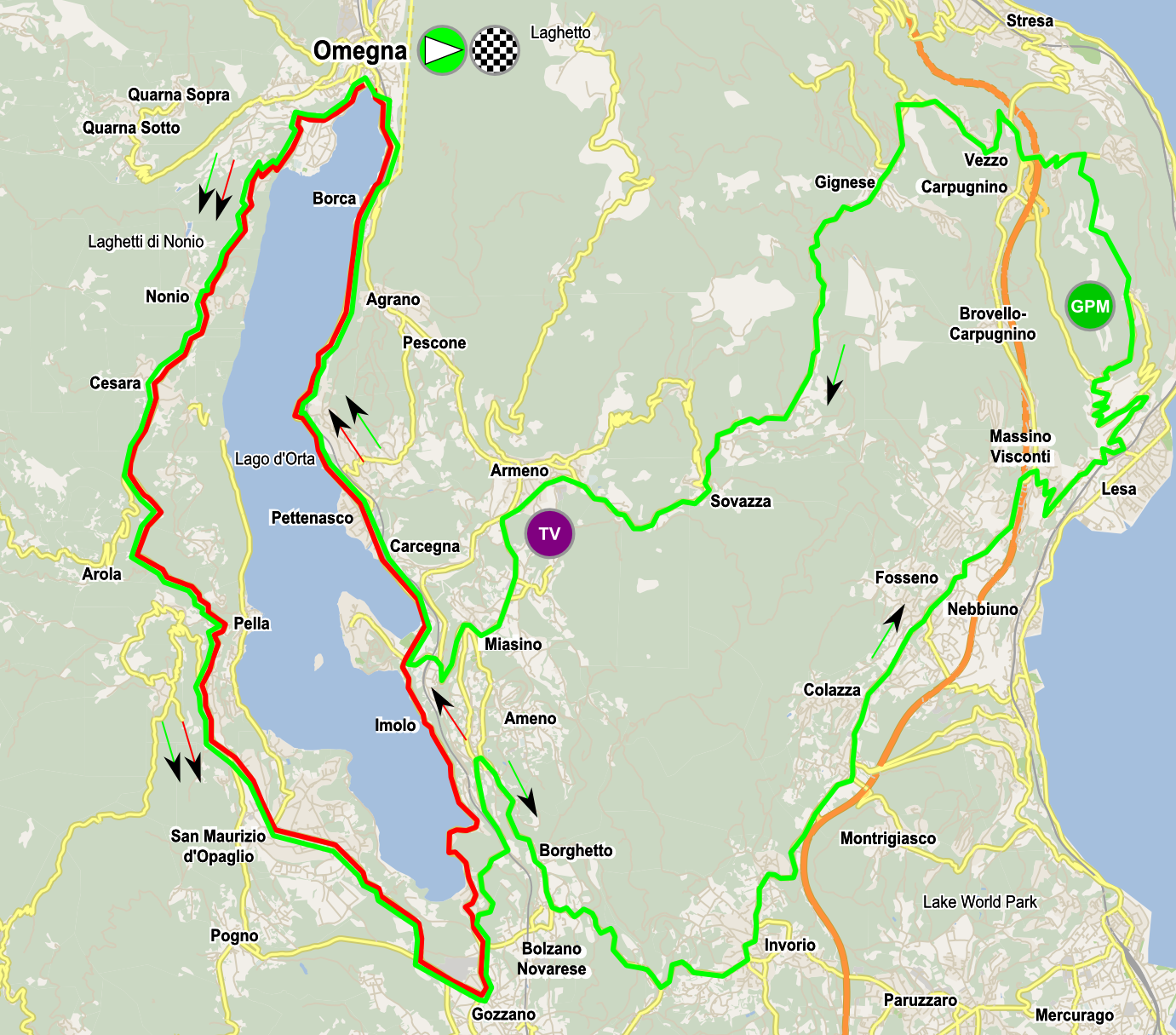
5e etappe

| Dinsdag 10 juli: Omegna - Omegna (117,7 km) |                     |                 |          |
| Plaats                                      | Naam                | Ploeg           | Tijd     |
| Winnaar                                     | Ruth Winder         | Team Sunweb     | 3u01'06" |
| 2                                           | Tayler Wiles        | Trek-Drops      | +1"      |
| 3                                           | Alice Maria Arzuffi | Bizkaia-Durango | z.t.     |
| 4                                           | Marianne Vos        | Waowdeals       | +1'17"   |
| 5                                           | Megan Guarnier      | Boels Dolmans   | z.t.     |

### 6e etappe

6e etappe

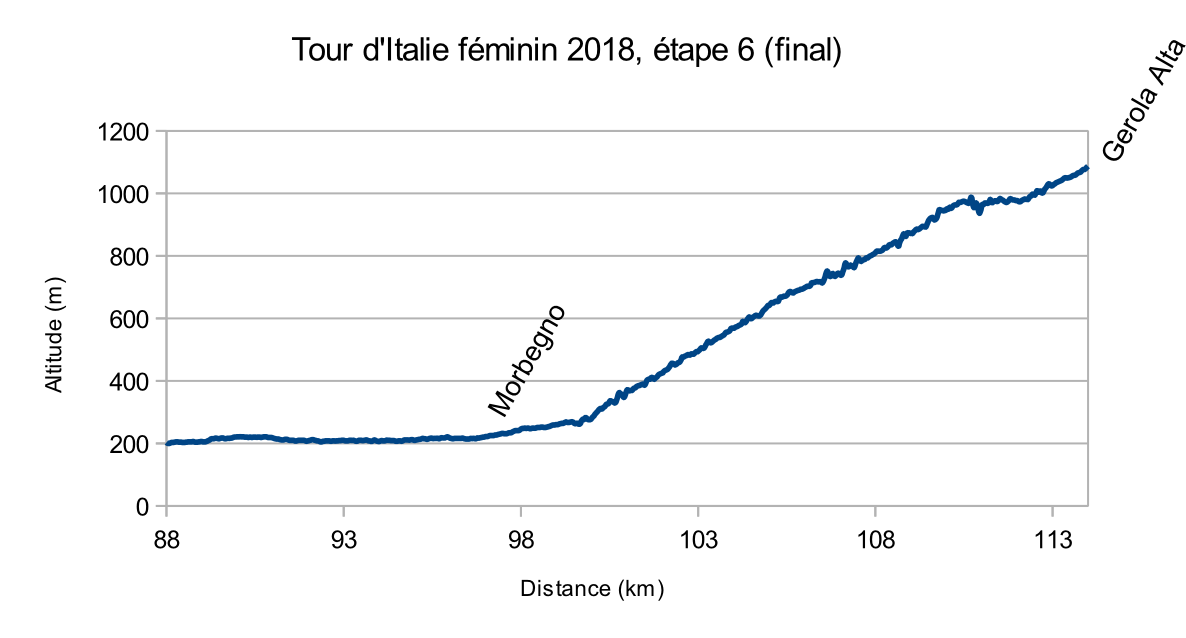
Profiel van Gerola Alta

| Woensdag 11 juli: Sovico - Gerola Alta (114,1 km) |                        |                  |          |
| Plaats                                            | Naam                   | Ploeg            | Tijd     |
| Winnaar                                           | Amanda Spratt          | Mitchelton-Scott | 2u57'49" |
| 2                                                 | Annemiek van Vleuten   | Mitchelton-Scott | +29"     |
| 3                                                 | Ashleigh Moolman-Pasio | Cervélo-Bigla    | +31"     |
| 4                                                 | Megan Guarnier         | Boels Dolmans    | +32"     |
| 5                                                 | Ane Santesteban        | Alé Cipollini    | z.t.     |

### 7e etappe (ITT)

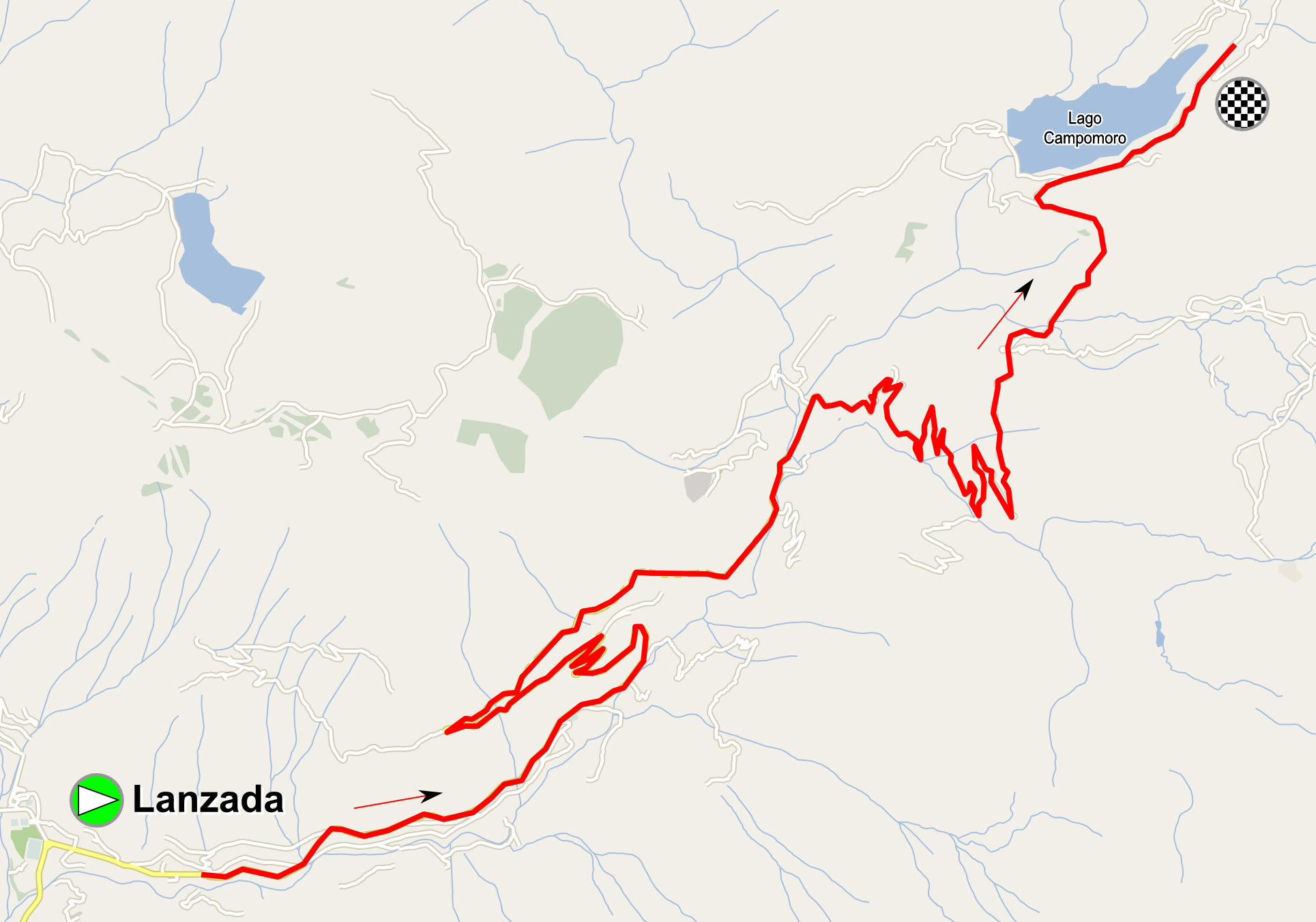
7e etappe, klimtijdrit

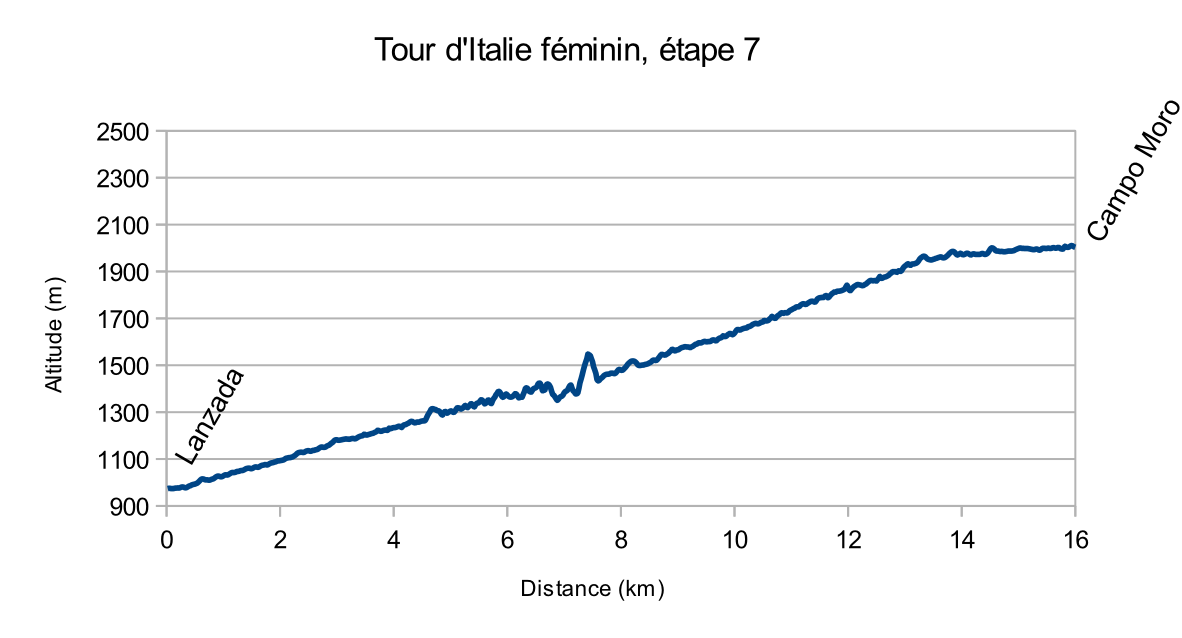
Profiel 7e etappe, klimtijdrit

| Donderdag 12 juli: Lanzada - Campo Moro (15 km) |                        |                  |        |
| Plaats                                          | Naam                   | Ploeg            | Tijd   |
| Winnaar                                         | Annemiek van Vleuten   | Mitchelton-Scott | 46'07" |
| 2                                               | Ashleigh Moolman-Pasio | Cervélo-Bigla    | +2'28" |
| 3                                               | Lucinda Brand          | Team Sunweb      | +2'54" |
| 4                                               | Megan Guarnier         | Boels Dolmans    | +3'16" |
| 5                                               | Amanda Spratt          | Mitchelton-Scott | +3'26" |

### 8e etappe

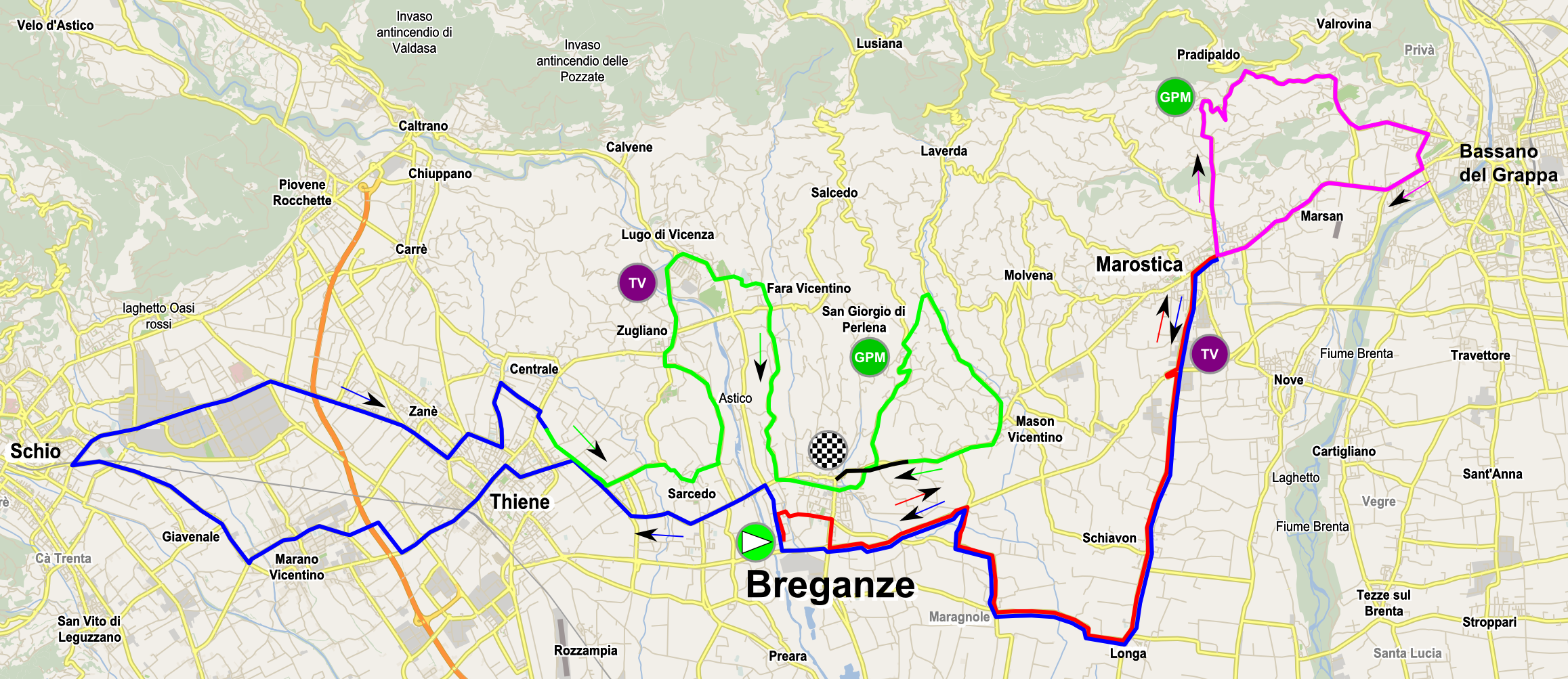
8e etappe

| Vrijdag 13 juli: San Giorgio di Perlena - Breganze (121,6 km) |                      |                     |          |
| Plaats                                                        | Naam                 | Ploeg               | Tijd     |
| Winnaar                                                       | Marianne Vos         | Waowdeals           | 3u06'38" |
| 2                                                             | Elisa Longo Borghini | Wiggle High5        | z.t.     |
| 3                                                             | Lucinda Brand        | Team Sunweb         | z.t.     |
| 4                                                             | Giorgia Bronzini     | Cylance Pro Cycling | +23"     |
| 5                                                             | Soraya Paladin       | Alé Cipollini       | z.t.     |

### 9e etappe

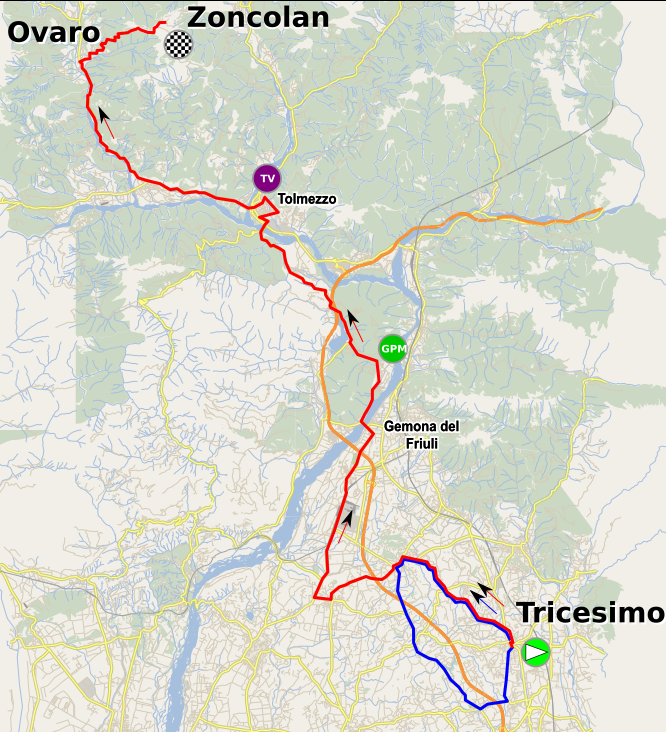
9e etappe, Monte Zoncolan

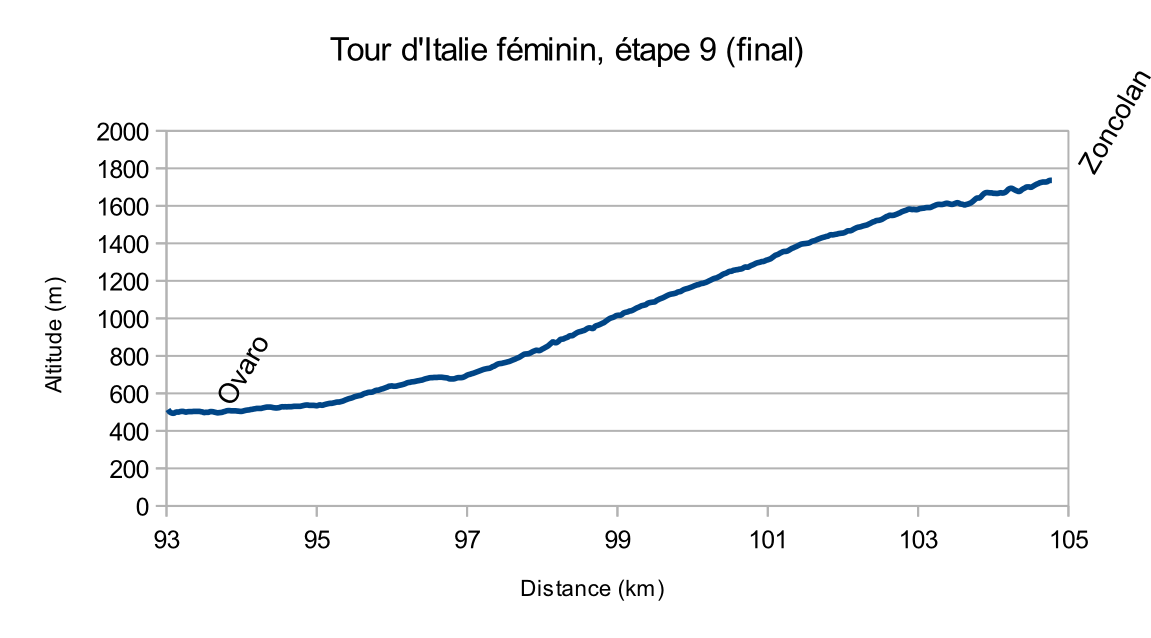
Profiel van de Monte Zoncolan

| Zaterdag 14 juli: Tricesimo - Monte Zoncolan (104,7 km) |                        |                  |          |
| Plaats                                                  | Naam                   | Ploeg            | Tijd     |
| Winnaar                                                 | Annemiek van Vleuten   | Mitchelton-Scott | 3u17'54" |
| 2                                                       | Ashleigh Moolman-Pasio | Cervélo-Bigla    | +40"     |
| 3                                                       | Amanda Spratt          | Mitchelton-Scott | +2'54"   |
| 4                                                       | Eider Merino           | Movistar Team    | +2'59"   |
| 5                                                       | Megan Guarnier         | Boels Dolmans    | +4'00"   |

### 10e etappe

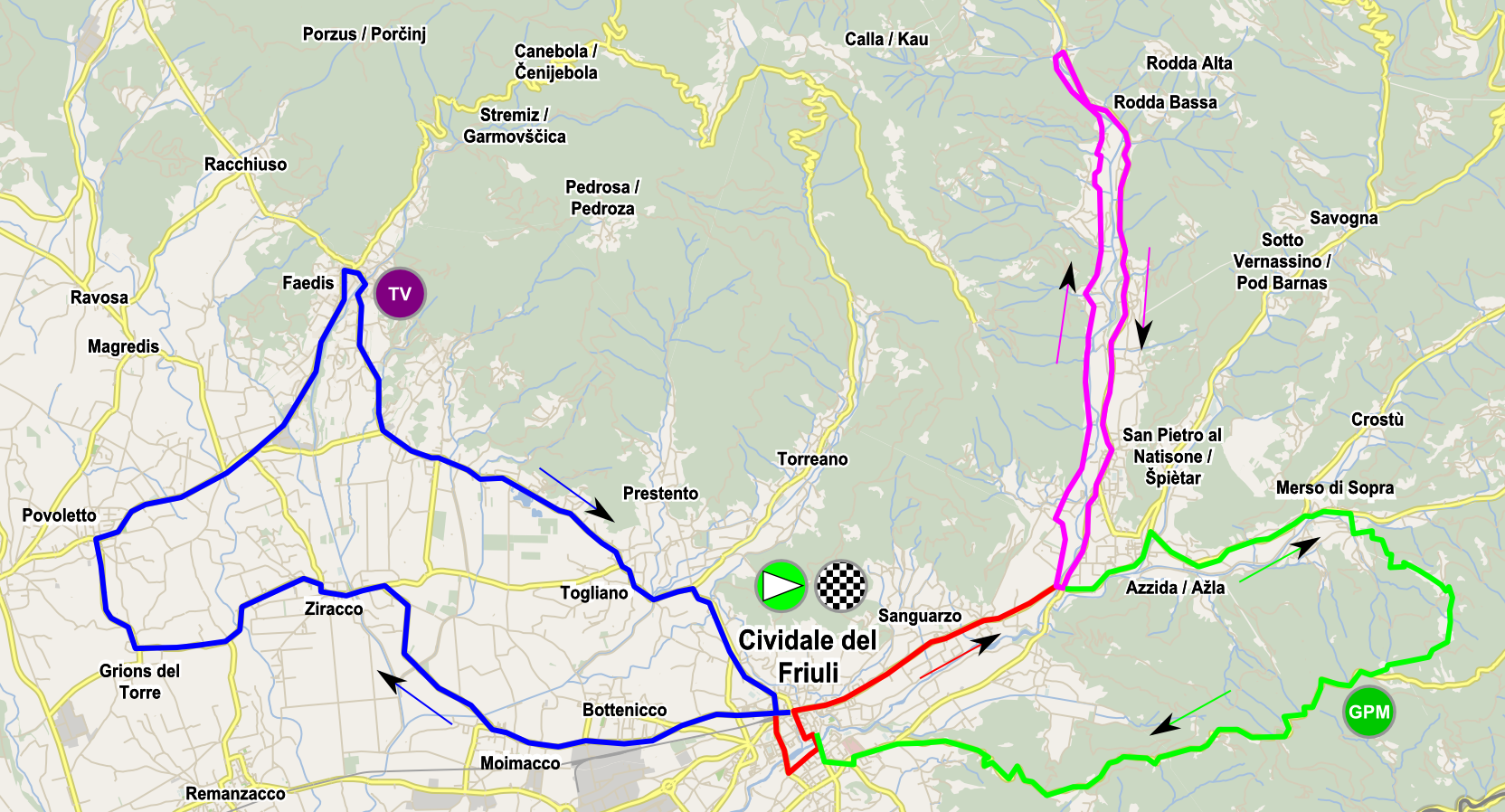
10e etappe

| Zondag 15 juli: Cividale del Friuli - Cividale del Friuli (120 km) |                           |                  |          |
| Plaats                                                             | Naam                      | Ploeg            | Tijd     |
| Winnaar                                                            | Annemiek van Vleuten      | Mitchelton-Scott | 3u00'24" |
| 2                                                                  | Lucinda Brand             | Team Sunweb      | +27"     |
| 3                                                                  | Katarzyna Niewiadoma      | Canyon-SRAM      | z.t.     |
| 4                                                                  | Megan Guarnier            | Boels Dolmans    | z.t.     |
| 5                                                                  | Margarita Victoria García | Movistar Team    | z.t.     |

### Uitvallers
- 2e etappe:  Maaike Boogaard (DNF),  Carolina Rodríguez (DNF),  Anastasia Iakovenko (DNF)
- 3e etappe:  Julia Soek (DNF)
- 4e etappe:  Lucy Kennedy (DNS),  Rachel Neylan (DNF),  Nicole D'Agostin (DNF)
- 5e etappe:  Alena Amialiusik (DNS),  Emma Norsgaard (DNS),  Suzanne Verhoeven (DNF),  Doris Schweizer (DNF),  Ana Sanabria (DNF),  Manuela De Iuliis (DNF)
- 6e etappe:  Lauren Stephens (DNS),  Chiara Consonni (DNS),  Martina Alzini (DNS),  Anisha Vekemans (DNF),  Hannah Barnes (DNF),  Clemilda Fernandes (DNF),  Francesca Balducci (DNF)
- 7e etappe:  Moniek Tenniglo (DNS),  Roxane Fournier (DNS),  Martina Fidanza (DNS)
- 8e etappe:  Amy Cure (DNF),  Olga Shekel (DNF),  Jessica Parra (DNF),  Sara Pillon (DNF),  Elena Leonardi (DNF),  Sofia Cilenti (DNF),  Daniela Magnetto (DNF)
- 9e etappe:  Marianne Vos (DNS),[33]  Kirsten Wild (DNS),  Marta Bastianelli (DNS),  Lauren Kitchen (DNS),  Jelena Erić (DNS)

DNF = did not finish, DNS = did not start, OTL = over time limit, DSQ = disqualified

## Klassementenverloop
De roze trui wordt uitgereikt aan de rijdster met de laagste totaaltijd.
 De (ciclamino) paarse trui wordt uitgereikt aan de rijdster met de meeste punten van de etappefinishes en tussensprints.
 De "Queen of the Mountains" (Bergkoningin) trui wordt uitgereikt aan de rijdster met de meeste behaalde punten uit bergtop passages.
 De witte trui wordt uitgereikt aan de beste jongere in het algemeen klassement.
 De (azzurre) blauwe trui wordt uitgereikt aan de beste Italiaanse rijdster in het algemeen klassement.
| Etappe      | Winnaar              | Algemeen klassement  | Puntenklassement     | Bergklassement       | Jongerenklassement | Beste Italiaanse     | Ploegenklassement |
| ----------- | -------------------- | -------------------- | -------------------- | -------------------- | ------------------ | -------------------- | ----------------- |
| 1           | Team Sunweb          | Ellen van Dijk       | Sarah Roy            | Karol-Ann Canuel     | Liane Lippert      | Elena Cecchini       | Team Sunweb       |
| 2           | Kirsten Wild         | Lucinda Brand        | Kirsten Wild         | Sheyla Gutiérrez     | Juliette Labous    | Elena Cecchini       | Team Sunweb       |
| 3           | Jolien D'Hoore       | Leah Kirchmann       | Kirsten Wild         | Sheyla Gutiérrez     | Juliette Labous    | Elena Cecchini       | Team Sunweb       |
| 4           | Jolien D'Hoore       | Leah Kirchmann       | Kirsten Wild         | Elisa Longo Borghini | Juliette Labous    | Elisa Longo Borghini | Team Sunweb       |
| 5           | Ruth Winder          | Ruth Winder          | Kirsten Wild         | Elisa Longo Borghini | Sofia Bertizzolo   | Elisa Longo Borghini | Team Sunweb       |
| 6           | Amanda Spratt        | Amanda Spratt        | Kirsten Wild         | Amanda Spratt        | Sofia Bertizzolo   | Elisa Longo Borghini | Team Sunweb       |
| 7           | Annemiek van Vleuten | Annemiek van Vleuten | Kirsten Wild         | Amanda Spratt        | Nadia Quagliotto   | Elisa Longo Borghini | Team Sunweb       |
| 8           | Marianne Vos         | Annemiek van Vleuten | Marianne Vos         | Amanda Spratt        | Nadia Quagliotto   | Elisa Longo Borghini | Team Sunweb       |
| 9           | Annemiek van Vleuten | Annemiek van Vleuten | Annemiek van Vleuten | Amanda Spratt        | Sofia Bertizzolo   | Elisa Longo Borghini | Team Sunweb       |
| 10          | Annemiek van Vleuten | Annemiek van Vleuten | Annemiek van Vleuten | Amanda Spratt        | Sofia Bertizzolo   | Elisa Longo Borghini | Team Sunweb       |
| Eindstanden | Eindstanden          | Annemiek van Vleuten | Annemiek van Vleuten | Amanda Spratt        | Sofia Bertizzolo   | Elisa Longo Borghini | Team Sunweb       |

## Eindklassementen
| Plaats    | Naam                   | Ploeg            | Tijd      |
| --------- | ---------------------- | ---------------- | --------- |
| Roze trui | Annemiek van Vleuten   | Mitchelton-Scott | 25u50'22" |
| 2         | Ashleigh Moolman-Pasio | Cervélo-Bigla    | +4'12"    |
| 3         | Amanda Spratt          | Mitchelton-Scott | +6'30"    |
| 4         | Lucinda Brand          | Team Sunweb      | +7'36"    |
| 5         | Megan Guarnier         | Boels Dolmans    | +9'20"    |
| 6         | Cecilie Uttrup Ludwig  | Cervélo-Bigla    | +10'38"   |
| 7         | Katarzyna Niewiadoma   | Canyon-SRAM      | +10'46"   |
| 8         | Eider Merino           | Movistar Team    | +12'37"   |
| 9         | Ane Santesteban        | Alé Cipollini    | +13'12"   |
| 10        | Elisa Longo Borghini   | Wiggle High5     | +13'47"   |

| Plaats      | Naam                 | Ploeg            | Punten |
| ----------- | -------------------- | ---------------- | ------ |
| Paarse trui | Annemiek van Vleuten | Mitchelton-Scott | 57     |
| 2           | Amanda Spratt        | Mitchelton-Scott | 41     |
| 3           | Lucinda Brand        | Team Sunweb      | 40     |

| Plaats      | Naam                   | Ploeg            | Punten |
| ----------- | ---------------------- | ---------------- | ------ |
| Groene trui | Amanda Spratt          | Mitchelton-Scott | 51     |
| 2           | Annemiek van Vleuten   | Mitchelton-Scott | 49     |
| 3           | Ashleigh Moolman-Pasio | Cervélo-Bigla    | 43     |

| Plaats     | Naam             | Ploeg                   | Tijd      |
| ---------- | ---------------- | ----------------------- | --------- |
| Witte trui | Sofia Bertizzolo | Astana                  | 26u14'22" |
| 2          | Nadia Quagliotto | Top Girls Fassa Bortolo | +4'15"    |
| 3          | Juliette Labous  | Team Sunweb             | +6'39"    |

| Plaats      | Naam                 | Ploeg        | Tijd      |
| ----------- | -------------------- | ------------ | --------- |
| Blauwe trui | Elisa Longo Borghini | Wiggle High5 | 26u04'09" |
| 2           | Erica Magnaldi       | BePink       | +2'21"    |
| 3           | Asja Paladin         | Valcar PBM   | +9'10"    |